# Ramel, S.A.
Ramel S.A. va ser una empresa familiar catalana amb seu a Barcelona fundada el 1963 que realitzava serveis de neteja industrial i alimentària, logística, manteniment i facility services, entre d'altres. Va ser fundada per l'empresari santanderí Manuel Martínez Fernández. El 1996 era la segona empresa de neteja d'Espanya, darrere d'Eulen, amb unes vendes de 10.560 milions de pessetes i un benefici de 310 milions, i comptava amb filials com Jardineria e Interiorismo, Infricase (instal·lacions d'aire condicionat), Ramwork ETT (treball temporal) i Compañia Auxiliar de Realizaciones (serveis generals).
El 2005 Acciona va comprar la totalitat del capital social de l'empresa per 95 milions d'euros quan tenia una facturació de 111 milions d'euros, una plantilla de 7.800 empleats i sense que existís deute financer operatiu. El grup de la família Entrecanales es va imposar a altres dues ofertes competidores, una d'elles de l'empresa catalana COMSA que comptava amb el suport d'una de les famílies propietàries de Ramel. En el moment de la seva venda tenia una cartera diversificada i recurrent de clients privats i el 55% de les vendes procedien de l'activitat dels serveis de neteja. L'activitat es produïa principalment a Catalunya, on tenia un 38% del total de les vendes, i també era present a Portugal.